# Schlösserweg
Der Schlösserweg ist ein Hauptwanderweg im Vereinsgebiet des Sauerländischen Gebirgsvereins und besitzt wie alle anderen Hauptwanderstrecken als Wegzeichen das weiße Andreaskreuz X, an Kreuzungspunkten um die Zahl 19 erweitert.
Auf einer Länge von 198 km führt der Weg an acht Schlössern vorbei. Mit dem Schloss Benrath befindet sich das erste bereits kurz nach dem Startpunkt am Bahnhof von Düsseldorf-Benrath. Weiter verläuft der Weg an Schloss Garath vorbei nach Leichlingen (Rheinland). Nun folgt der Weg der Wupper in Richtung Solingen, wo mit Schloss Burg das dritte Schloss erreicht wird.
Durch das Eschbachtal wandert man Richtung Eschbachtalsperre, weiter nach Dreibäumen, Wipperfeld, Rönsahl und Meinerzhagen ins Wildenburger Land. Dort befinden sich die Schlösser Wildenburg und Crottorf. Über Freudenberg und Siegen mit seinen beiden Schlössern führt der Weg weiter über Wilnsdorf und Haiger nach Dillenburg, wo mit der dortigen Schlossruine das letzte Schloss an diesem Wanderweg liegt.

## Geschichte
Der Schlösserweg wurde Anfang des 20. Jahrhunderts mit dem Wegzeichen X19 geschaffen und erstreckte sich zunächst nur von Dillenburg bis Meinerzhagen. Nach der Zuweisung des Bergischen Lands zum Vereinsgebiet verlängerte der Sauerländische Gebirgsverein den Weg um 1935 bis zum Rhein bei Benrath. Diese Verlängerung wurde bis nach dem Zweiten Weltkrieg mit dem Zusatz a versehen, so dass dieser Abschnitt als X19a geführt wurde.